# Есть и такой остров
Есть и такой остров (азерб. Möcüzələr adası) — советская мелодрама с элементами драмы 1963 года производства киностудии Азербайджанфильм.

## Синопсис
Фильм рассказывает о труде и быте нефтяников, работающих на нефтяных камнях на берегу Каспийского моря. Стальные опоры, построенные на море пролегают за сотни километров и уходят вглубь. В фильме сказано то, что часто сюда приезжает молодёжь и влюбляются друг в друга.

## В ролях
- Гасан Мамедов — Назым
- Олег Хабалов — Камран
- Зоя Недбай — Мариам
- Фазиль Салаев — Фазиль
- Леонид Пирогов — Поляков
- Тамилла Гафарова — Самая
- И. Мухталиев — Джаббар
- Александр Степанов — Капитонов
- Юсиф Улдус — дядя Гулам
- Ярослава Турылёва (в титрах — «Ю. Турилова») — Наташа
- Гамлет Ханызаде — Садых
- Эфендиев
- Тагиева
- Садых Гусейнов
- Мамедов
- Юсиф Велиев
- Борис Чирков
- Дадашов

## Критика
Думается, что искусственность, нарочитая заданность внутренного мира и поведения героев сильно повредили и кинофильму «Есть и такой остров» («Азербайджанфильм»), в котором достоверно и впечатляюще снятые кадры знаменитого каспийского нефтепромысла не восполняют просчетов в изображении главного — духовного облика наших современников.— журнал «Искусство кино», 1964 год

Фильм «Есть и такой остров» — кинорассказ о молодых нефтяниках, работающих в Каспийском море, далеко от берега. Интересно операторское решение, необычная фактура искусственного острова снята свежо, хотя в какой-то мере с акцентированием «экзотичности». Рецензенты как недостаток отмечали, что авторы останавливают внимание не на трудностях работы, а на том, как молодые нефтяники проводят на этом острове свое свободное время.— Взаимодействие искусств в советской азербайджанской художественной культуре / Исмаил Таги-Заде. — Азербайджанское гос. изд-во, 1986. — 292 с. — стр. 158

## Съемочная группа
- автор сценария и режиссёр-постановщик: Гасан Сеидбейли
- оператор-постановщик: Ариф Нариманбеков
- художник-постановщик: Элбек Рзакулиев
- художник-гримёр: С. Рождеева, Г. Кочаров
- композитор и дирижёр: Тофик Кулиев
- авторы текста песни: Наби Хазри, А. Плавник
- оркестр: Азербайджанский государственный симфонический оркестр имени Узеира Гаджибекова
- вокал: Анатоллу Ганиев («Lirik Mahnı») (в титрах не указан)
- звукооператор: Илья Озёрский
- второй режиссёр: Мамед Алили
- ассистенты режиссёра: Рамиз Алиев, Эльмира Алиева
- ассистенты оператора: В. Хасанов, Фикрет Аскеров, Хамза Ахмедоглу, Валерий Каримов
- ассистент монтажёра: Тамара Нариманбекова
- ассистенты художника: Т. Маликзаде, Абдуллазаде
- редактор: Наталья Шнейер
- оператор комбинированных съёмок: Сергей Ключевский
- художник комбинированных съёмок: Эдуард Абдуллаев
- директор фильма: Назим Алекперов